# Paratrigona uwa
Paratrigona uwa là một loài Hymenoptera trong họ Apidae. Loài này được Gonzalez & Vélez mô tả khoa học năm 2007.